# 天栄村ブランド化推進協議会
天栄村ブランド化推進協議会（てんえいむらブランドかすいしんきょうぎかい）は、福島県岩瀬郡天栄村にあるブランド米の栽培組織である。天栄村は2009年（平成21年）第11回、米食味分析鑑定コンクールの開催地で、環境王国にも認定されている。

## 沿革
- 2007年（平成19年）- 天栄米栽培研究会（会員33 名）を設立。
- 2008年（平成20年）- 11月24～25日、第10回「米・食味分析鑑定コンクール」（山形県南陽市）総合部門金賞（石井透公、品種コシヒカリ）を受賞。
- 2009年（平成21年）- 11月28～29日、第11回 「米食味分析鑑定コンクール」（福島県天栄村）総合部門金賞（岡部政行、内山正勝、品種コシヒカリ）環境王国部門特別優秀賞（鈴木友寿、品種コシヒカリ）を受賞。
- 2010年（平成22年）- 11月20～21日、第12回「米・食味分析鑑定コンクール:国際大会」（島根県松江市）総合部門金賞（内山正勝、品種コシヒカリ）低アミロース部門（町島一郎、品種ミルキークィーン）を受賞。
- 2011年（平成23年）- 11月22～23日、第13回「米・食味分析鑑定コンクール:国際大会」（群馬県川場村）総合部門金賞（石井透公、品種コシヒカリ）特別優秀賞（内山正勝、斑目義雄、品種コシヒカリ）特別優秀賞（池田　栄、品種ひとめぼれ）を受賞。
- 2012年（平成24年）- 11月22～23日、第14回「米・食味分析鑑定コンクール:国際大会」（長野県木島平村）総合部門金賞（鈴木源吉、品種コシヒカリ）を受賞。
- 2013年（平成25年）- 11月23～24日、第15回「米・食味分析鑑定コンクール:国際大会」（宮城県七ヶ宿町）総合部門金賞（内山正勝、品種コシヒカリ）を受賞。「天栄米栽培研究会」は、米・食味分析鑑定コンクール国際大会国際総合部門5年連続金賞受賞により、『ゴールドプレミアムライスAAA』と認められ、最高名誉の団体表彰を受賞。

## 概要
- 会員 33名
- 事務局 天栄村役場産業振興課農林振興グループ